# Foso longiceps
Foso longiceps är en insektsart som beskrevs av Rauno E. Linnavuori och Al-ne'amy 1983. Foso longiceps ingår i släktet Foso och familjen dvärgstritar. Inga underarter finns listade i Catalogue of Life.